# Ефремов, Иван Николаевич
il est mort en 1945 et enterré au cimetière de Bagneux paris sud . Sa tombe n'est plus depuis 1979 je crois 

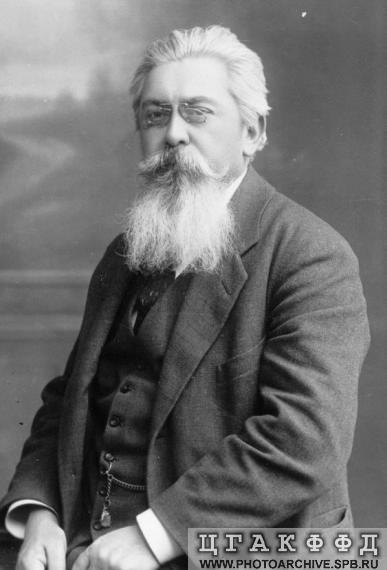
И. Н. Ефремов. 1914.

Ива́н Никола́евич Ефре́мов (6 [18] января 1866, Харьков — 13 января 1945) — российский политический деятель, член Государственной думы I, III и IV созывов. Министр юстиции, затем министр государственного призрения Временного правительства (1917).

## Семья и образование
Принадлежал к старинному казачьему дворянскому роду, сын землевладельца, предводителя дворянства в области Войска Донского. Жена — Зинаида Степановна, урождённая Иловайская.
Окончил Новочеркасскую классическую гимназию (1885) с золотой медалью. Учился на физико-математическом факультете Московского университета (1885—1891). В студенческие годы работал под руководством П. К. Штернберга, заслужил одобрение Ф. А. Бредихина. В 1891 году покинул университет, отказавшись от сдачи выпускных государственных экзаменов, поскольку не собирался поступать на государственную службу.

## Общественный деятель
Вернувшись в Область войска Донского, где имел 825 десятин земли, занимался сельским хозяйством, был членом Донского и Ростовского обществ сельского хозяйства, одним из учредителей Донецкого окружного и ряда местных сельскохозяйственных обществ. С 1892 был почётным попечителем Новочеркасской гимназии (избирался на протяжении 15 лет). Активно участвовал в деятельности Общества содействия народному образованию, инициатор открытия реальных училищ в станицах Каменской и Усть-Медведицкой, с 1903 — председатель комиссии по устройству народных чтений в Новочеркасске. В 1892—1917 — почётный мировой судья, в 1895—1898 и 1901—1904 — председатель съезда мировых судей Донецкого округа. Автор ряда работ по проблемам казачества.

## Член Государственной думы

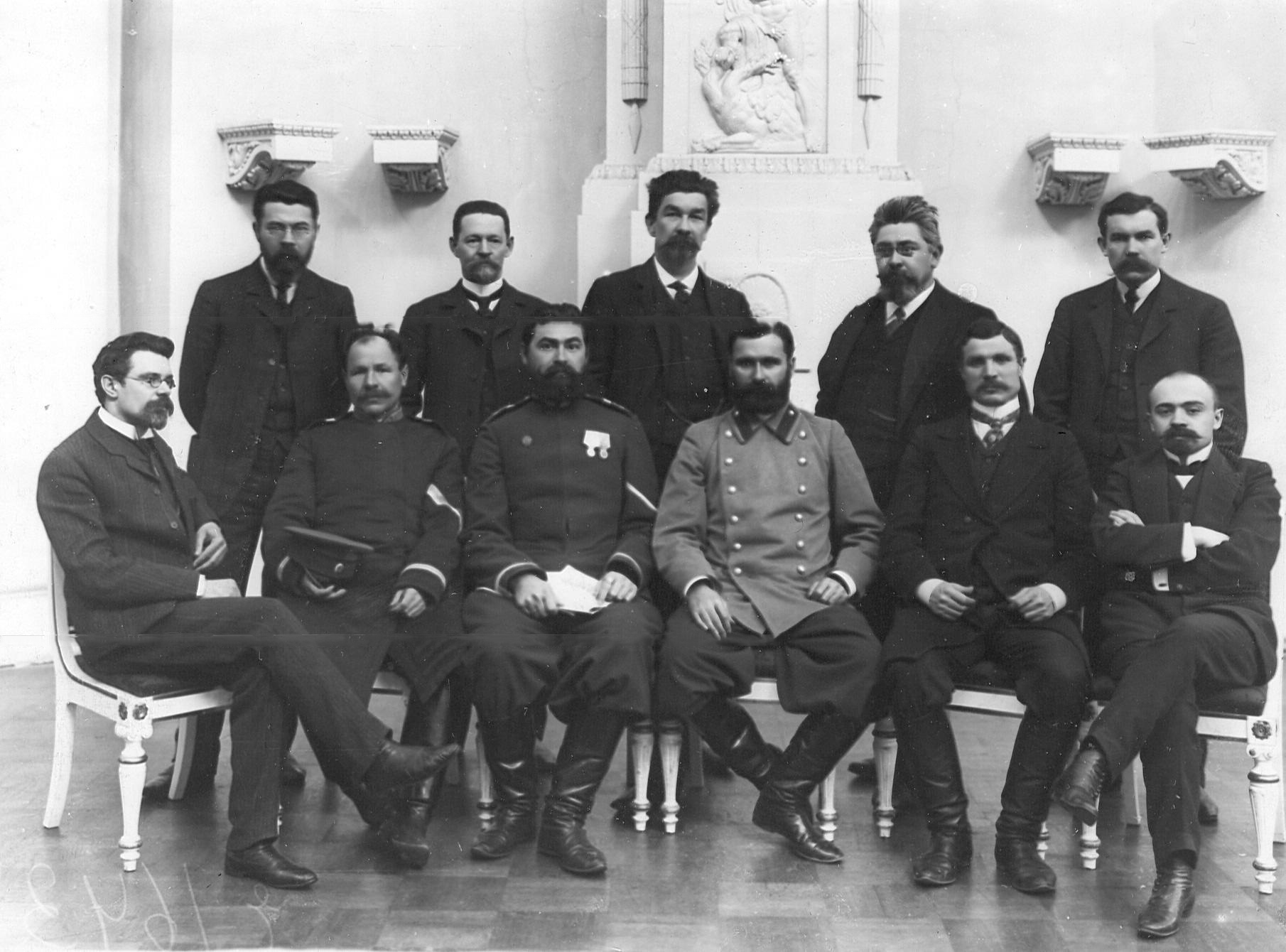
Депутаты Государственной думы Российской империи III созыва от Области войска Донского. Стоят: В. А. Харламов, В. И. Черницкий, П. Р. Пырков, И. Н. Ефремов, М. С. Воронков; сидят: Н. А. Захарьев, А. К. Петров, И. Ф. Кадацков, П. Ф. Кравцов, П. А. Плотников, М. С. Аджемов

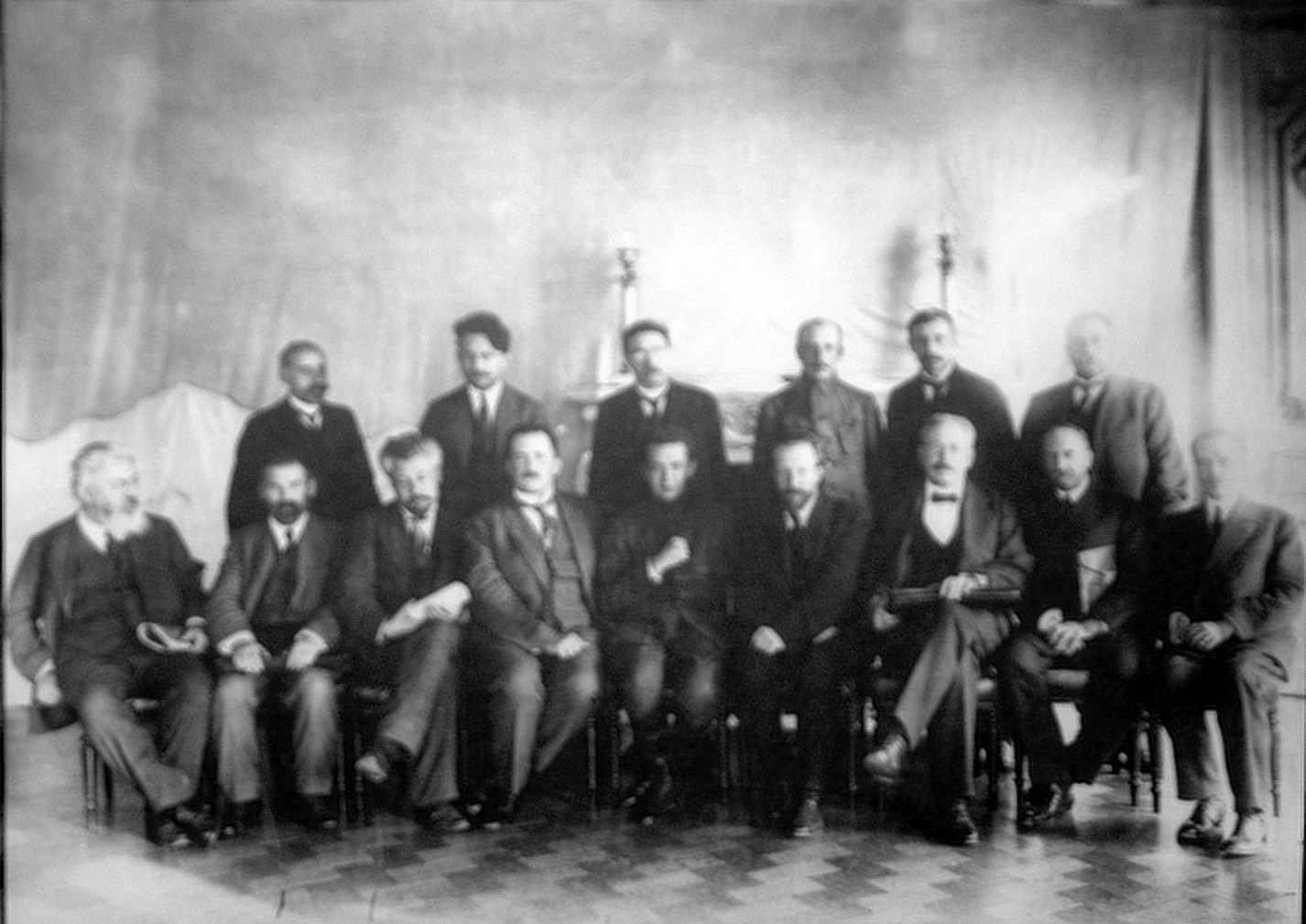
Ефремов (слева) в составе второго коалиционного Временного правительства (1917)

В 1906 был избран членом I Государственной думы от области Войска Донского, член фракции демократических реформ, находившейся левее октябристов и правее кадетов, член аграрной комиссии. Был видным деятелем Партии мирного обновления.
В 1907 был избран членом III Государственной думы от области Войска Донского, председатель фракции прогрессистов, председатель комиссии по рыболовству (1907—1910; в 1910—1912 — товарищ председателя), председатель комиссии личного состава (1910—1912), член комиссии по местному самоуправлению, по судебным реформам. Разработал законопроект о возобновлении деятельности земских учреждений в области Войска Донского, приостановленной в марте 1882 (закон был принят Думой в 1912, но не прошёл через Государственный совет). Проявил себя сторонником ликвидации архаичных станичных судов и их замены на мировые.
В 1909 организовал и возглавил Русскую группу Межпарламентского союза, избирался членом Межпарламентского совета (участвовал в его заседаниях в Брюсселе в 1911, 1913 и 1914). В 1911 был председателем Межпарламентской комиссии по вопросу о нейтрализации важнейших проливов и каналов. В 1909 стал одним из основателей и членов правления московского отделения международного общества «Мир». В 1912 вошёл в состав временного комитета по организации деятельности европейского отделения Попечительного совета учреждений на пользу мира. Активно участвовал в контактах русской Думы с парламентами других стран. Публиковал статьи в ряде изданий («Московский еженедельник», «Слово», «Русские ведомости», «Русская молва» и др.).
В 1912 был избран членом IV Государственной думы от области Войска Донского, вновь являлся председателем фракции прогрессистов, председатель комиссии о печати, член, а затем товарищ председателя комиссии по местному самоуправлению, член, а затем председатель комиссии по Наказу, член комиссий по военным и морским делам, по рабочему вопросу, по направлению законодательных предположений, о путях сообщения и др. Один из основателей и лидеров Партии прогрессистов, член её ЦК в 1912—1914, председатель Клуба прогрессистов в 1912—1916. В 1913 участвовал в работе Международного конгресса мира в Стокгольме, автор проекта создания института международного посредничества с целью мирного разрешения межгосударственных конфликтов. В 1914 во Франции вступил в масонскую организацию, был членом ложи «Розы», объединявшей членов Государственной думы.
Во время Первой мировой войны работал в думском отряде Красного Креста на австрийском фронте. В 1915—1916 был одним из лидеров (членом Бюро) Прогрессивного блока, из которого вышел вместе с частью представителей фракции прогрессистов после того, как кадеты отказались от лозунга «ответственного министерства», к этому времени стал сторонником радикальной части оппозиции (к которой принадлежали А. Ф. Керенский, Н. В. Некрасов и др.). Являлся председателем правления Общества русско-бельгийского единения.

## Деятельность в 1917
Во время Февральской революции 1917 был членом Временного комитета Государственной думы. После свержения монархии входил в состав комиссии для пересмотра судебных уставов, а затем и Особого совещания по подготовке положения о выборах в Учредительное собрание. Был одним их основных организаторов созыва в Петрограде в марте и июне 1917 казачьих съездов. Был активным участником создания из бывших членов партии прогрессистов Российской радикально-демократической партии, был председателем её Центрального комитета.
Сторонник правительственной коалиции с социалистическими партиями. В июле 1917, после отставки П. Н. Переверзева, стал министром юстиции во втором (первом коалиционном) составе Временного правительства. В третьем (втором коалиционном) его составе стал министром государственного призрения, вторым товарищем председателя правительства, председателем Малого совета.
Осенью 1917 был назначен Временным правительством чрезвычайным посланником и полномочным представителем России в Швейцарии.

## Эмигрант

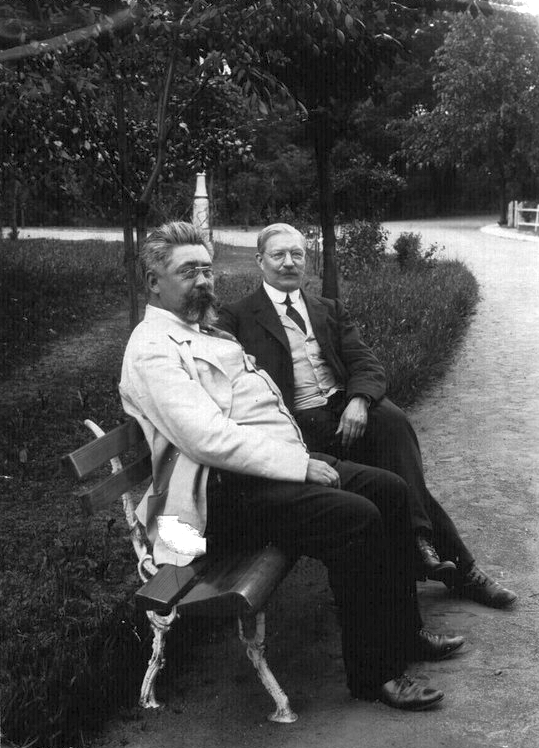
И.Н. Ефремов и П.Н. Милюков

Не успел вручить верительные грамоты в связи с приходом к власти большевиков, но был признан швейцарским правительством де-факто, добился высылки из Швейцарии полномочного представителя РСФСР Я. А. Берзина. До 1920 и после 1925 года жил в Париже, в 1920—1925 годы — в Швейцарии.
Член Русского политического совещания в Париже (1918—1919), входил в состав Совета русского национального и демократического блока политических организаций за границей. В 1921 году — член Парижской группы Партии народной свободы, затем член демократической группы Партии народной свободы, сторонник П. Н. Милюкова. Эксперт по российским делам правительства Швейцарии (с 1926).
Участник первого собрания Лиги Наций. Являлся одним из учредителей и товарищем председателя бюро Русской эмигрантской ассоциации Лиги Наций. В 1925 участвовал во Всемирном конгрессе мира. Читал лекции по вопросам международных отношений на юридическом факультете в Сорбонне (1926), в Гаагской Академии международного права (1927), во Франко-русском институте социальных и политических наук в Париже (1926—1928). В 1927 стал одним из учредителей Международной дипломатической академии в Париже. С 1926 являлся председателем Комитета помощи русским писателям и ученым, проживающим во Франции. В конце жизни издал трёхтомный труд о договорах международного примирительного производства.
Продолжал участвовать в масонском движении. Был членом-основателем и оратором Капитула Астрея, членом ложи Астрея, ложи «Гермес», ложи «Фивы», масонской группы «Добрый самаритянин», ложи «Братство» (в составе Великого Востока Франции), капитула «Великие шотландцы».

## Труды
- Войсковой капитал и земское обложение казачьих земель. Новочеркасск. 1905;
- Вопросы земского хозяйства в Донской области. Новочеркасск. 1905;
- Казаки и земство на Дону. СПб., 1908;
- Международный третейский суд (на правах рукописи). СПб, 1909;
- Русские народные представители в Англии и Франции летом 1909 г. СПб., 1911;
- Отчет избирателям И. Н. Ефремова о деятельности в качестве члена III Государственной думы. 1907—1912. СПб.,1911.
- Донское земство 1912. СПб, 1912.
- Обводнение Донской области. Доклад. Новочеркасск, б.г.
- Судьбы казачества. / «Казачий Союз». Франция, 1928. Переиздание в кн.: Казачество. Мысли современников о прошлом, настоящем и будущем казачества. Ростов-на-Дону. 1992.
- «Я постарался припомнить важнейшие события всей моей жизни». Воспоминания депутата I, III и IV Государственных дум И. Н. Ефремова. 1932 г. // «Исторический архив», № 2, 2014.
- «Надо было на что-то решаться…». Воспоминания депутата I, III и IV Государственных дум И. Н. Ефремова. 1932 г. // «Исторический архив», № 3, 2014.
- «Французский журнал международного права называет меня отцом примирительного производства». Воспоминания депутата 1-й, 3-й и 4-й Государственных дум И. Н. Ефремова. 1932 г. // «Исторический архив», № 4, 2014.